# Glossadelphus acutifolius
Glossadelphus acutifolius är en bladmossart som beskrevs av Edwin Bunting Bartram 1933. Glossadelphus acutifolius ingår i släktet Glossadelphus och familjen Hypnaceae. Inga underarter finns listade i Catalogue of Life.